# 하저항 (영덕군)
하저항은 경상북도 영덕군 강구면 하저리에 있는 어항이다. 2008년 11월 28일 어촌정주어항으로 지정하여 관리하고 있다. 시설관리자는 영덕군수이다.

## 어항 구역
본 항의 어항구역은 다음과 같다.
- 수역: 기존 방사제 시점부에서 W방향으로 25m 이동하여 S방향으로 나아가 만나는 해안선의 점(X:321,107.03 Y:236,600.00)과 S방향으로 157m 나아간 점(X:320,950.00 Y:236,600.00), 여기서 E방향으로 250m 나아간 점(X:320,950.00 Y:236,850.00) 그리고 여기서 N방향으로 나아가 만나는 해안선의 점(X:321,114.88 Y:236,850.00)를 연결하는 구역 (42,871m²)
- 육역: 경상북도 영덕군 강구면 하저리

## 어항 시설
- 북방파제 188m, 남방파제 70m, 방사제 43m, 선양장 92m, 물양장 95m

## 개발 계획
- 북방파제 307m, 남방파제 100m, 방사제 93m, 선양장 92m, 물양장 95m[1]

## 주요 어종
- 가자미, 오징어, 전복, 해삼, 대게, 미역